# Konpa dirèk
El konpa dirèk es un estilo de música de Haití, popularizado desde mediados de los años cincuenta. Algunos autores consideran que el konpa es una evolución del méringue, ritmo bailado y cantado en Haití desde finales del siglo XIX,[cita requerida] que a su vez se derivó  del carabiné. Aparte de Haití, el konpa dirèk está presente en las Antillas Francesas, Martinica y Guadalupe.

## Historia
El konpa dirèk surgió en la década de 1950 y su aparición está vinculada a la creación del Conjunto International por los músicos haitianos Nemours Jean Baptiste y Webert Sicot en 1954. Estos saxofonistas, dada la influencia que la música latinoamericana tenía en la radio que se escuchaba en Haití en esa época, desarrollaron en un primer momento un estilo simple y más lento influenciado por el merengue dominicano de salón.[cita requerida]
No obstante, algunos textos le atribuyen la paternidad exclusiva del nombre “konpa” a Jean Baptiste  y consideran este ritmo como una evolución del méringue haitiano que existía desde finales del siglo XIX. Desde entonces el méringue —pariente cercano, si no un descendiente, del carabiné— se fue imponiendo como danza secular predominante de Haití. Ese parentesco con el carabiné, lo vincula estrechamente al merengue dominicano. El meringue haitiano es, sin embargo, notoriamente más lento que su homólogo dominicano y tiende a utilizar la guitarra más que el merengue, que prioriza el uso del acordeón.[cita requerida] Académicos de ambos países reclaman el origen del carabiné para sus propias patrias. 
También es importante señalar que el konpa tiene elementos en común con la música de otros países vecinos, como la bomba puertorriqueña, el son cubano y el calipso.
El konpa fue desarrollando una sonoridad diferente, provocada en gran medida por la adopción de nuevos elementos como la guitarra eléctrica, introducida en este estilo musical a partir de 1958. En los años sesenta y setenta, ya enriquecido por influencias como el rock and roll, el konpa dirèk se convirtió en el ritmo líder en popularidad de la nación haitiana.

## Difusión
El konpa dirèk es hoy ritmo de gran difusión en muchos países del Caribe, como Martinica, Guadalupe, Grenada, Dominica o Panamá. Algunos autores consideran que el konpa ha influido musicalmente en países de África como Cabo Verde, donde se ha desarrollado una forma propia denominada "zouk coladeira".
En Colombia fue ampliamente utilizado por Joe Arroyo en sus canciones y, dado que el konpa dirèk no es popular en ese país,  por desconocimiento muchos lo consideran como un ritmo propio del artista, denominándolo "joesón".[cita requerida]

## Figuras destacadas del konpa
- Coupé Cloué
- Nemours Jean Baptiste
- Webert Sicot
- Sweet Micky